# Вільгельм-Фердинанд Галланд
Вільгельм-Фердинанд Галланд (нім. Wilhelm-Ferdinand Galland; нар. 23 жовтня 1914, Бохум — пом. 17 серпня 1943, поблизу Маастрихта) — німецький військовий льотчик-ас за часів Третього Рейху, майор (1943) Люфтваффе. Кавалер Лицарського хреста Залізного хреста (1943). У повітряних боях здобув 55 перемог, усі на Західному фронті.

## Біографія
Вільгельм-Фердинанд «Вутц» Галланд народився 23 жовтня 1914 у місті Бохум у прусській провінції Вестфалія й був одним з чотирьох братів сім'ї Галландів, що присвятили себе службі у військово-повітряних силах Німеччини.
У 1935 Вільгельм-Фердинанд вступив до Люфтваффе, але спочатку служив у зенітній артилерії. Наприкінці 1940 його направили на навчання до авіаційної школи, і 27 червня 1941 після проходження повного курсу льотної підготовки він у званні обер-лейтенанта прибув пілотом винищувача до 6./JG26.
23 липня 1941 німецький льотчик здобув першу перемогу, збивши британський «Спітфайр» поблизу Едена. 5 травня 1942 В. Ф. Галланд, що мав на рахунку вісім літаків, був призначений командиром 5./JG26. Збивши вранці 2 червня у бою над гирлом Темзи, Англія, два «Спітфайра», він досяг планки в десять перемог. До кінця ж року на власний рахунок він записав 21 перемогу.
2 січня 1943 гауптман Галланд очолив II./JG26. Вдень 13 січня в районі Аббевіль, Франція, він збив Bf-109G-4 з 6./JG26, прийнявши його за «Спітфайр». Його помилка коштувала життя пілоту «Мессершмітта» — унтер-офіцеру Йогану Ірлінгеру.
26 січня Галланд здобув 24-ту перемогу, збивши черговий «Спітфайр», і 28 січня був нагороджений Німецьким хрестом у золоті. 15 лютого він досяг рубежу в 30 перемог.
4 квітня він в одному вильоті збив два стратегічні бомбардувальники В-17 і «Спітфайр». Вдень 21 квітня, збивши два бомбардувальники «Вентура» з 21-ї ескадри Королівських ВПС, Галланд подолав планку в 40 перемог, за що 18 травня 1943 був нагороджений Лицарським хрестом Залізного хреста.
Вранці 14 липня німецький ас збив два P-47С американської 78-ї винищувальної групи (англ. 78 FG), і його рахунок досяг 50-ти перемог. Збивши ранком 12 серпня В-17, він здобув 54-ту і, як виявилося, останню перемогу.
Увечері 17 серпня 1943 союзники влаштували масовий наліт бомбардувальної авіації на міста Швайнфурт і Регенсбург. II./JG 26 на чолі з командиром вилетіла на перехоплення армади з 376 важких бомбардувальників B-17 «Летюча фортеця» зі складу 8-ї повітряної армії США, що прямували під прикриттям британських винищувачів з амбіційною метою зруйнування інфраструктури та виробничих потужностей німецької авіаційної промисловості. У бою з P-47 «Тандерболт» з американської 56-ї винищувальної групи (англ. 56 FG) в 5 км на захід від Маастрихта його FW-190A-5 W Nr.530125 отримав серію прямих влучень і вибухнув у повітрі. Останки Галланда були знайдені лише через два місяці, оскільки від потужного удару уламки «Фокке-Вульфа» разом з кабіною пілота увійшли на три з половиною метри в м'який ґрунт.
Вільгельм-Фердинанд Галланд усього здійснив 186 бойових вильотів, і серед збитих їм літаків були 37 «Спітфайрів», шість В-17 і один В-24.